# San Giovanni di Gerace
San Giovanni di Gerace (griechisch: Ièrax) ist eine süditalienische Gemeinde (comune) in der Metropolitanstadt Reggio Calabria in Kalabrien und hat 408 Einwohner (Stand am 31. Dezember 2023). Die Gemeinde liegt etwa 62 Kilometer nordöstlich von Reggio Calabria.